# Pentapedilum pallidum
Pentapedilum pallidum är en tvåvingeart som först beskrevs av Jean-Jacques Kieffer 1923.  Pentapedilum pallidum ingår i släktet Pentapedilum och familjen fjädermyggor. Inga underarter finns listade i Catalogue of Life.